# Ижанце
Ижанце (алб. Izhancë) је насеље у општини Штрпце, Косово и Метохија, Република Србија.

## Демографија
| Етнички састав према попису из 1981.‍ | Етнички састав према попису из 1981.‍ | Етнички састав према попису из 1981.‍ | Етнички састав према попису из 1981.‍ | Етнички састав према попису из 1981.‍ |
| ------------------------------------ | ------------------------------------ | ------------------------------------ | ------------------------------------ | ------------------------------------ |
|                                      |                                      |                                      |                                      |                                      |
| Албанци                              | Албанци                              |                                      | 222                                  | 100,00%                              |

| Демографија | Демографија | Демографија |
| Година      | Становника  | Становника  |
| ----------- | ----------- | ----------- |
| 1948.       | 207         |             |
| 1953.       | 227         |             |
| 1961.       | 245         |             |
| 1971.       | 261         |             |
| 1981.       | 222         |             |
| 1991.       | 277         |             |